# Langfløjte
En langfløjte er et musikinstrument, en såkaldt endeblæst fløjte. Lyden fremkommer ved at man blæser på en skarp kant i fløjtens øverste ende. Den kan tilvirkes af en hul knogle, et bambusrør, træ eller metal.
Den simpleste langfløjte har ingen huller midt på fløjten, mens de fleste modeller har flere fingerhuller. Den er ofte ret lang og med cylindrisk rør. Blæsehullet kan, foruden at være primitiv, ændres til have have en konisk form eller med en udskæring, enten v-formet, firkantet eller halvrund.
Langfløjten forekommer i de fleste dele af verden:
Nay (også skrevet ney) er en persiske langfløjte, der også forekommer i Tyrkiet og den arabiske verden.
Den stammer fra den oldægyptiske fløjte, der ses på over 4000 år gamle billeder.
De oldægyptiske fløjter er ofte afbildet sammen med dødsguden Anubis.

Nay'en har en sort konisk formet hætte på blæsehullet, seks fingerhuller foran og et bag på.
I Tyrkiet er den forbundet med sufisme og Mevlana.
Andre lokale navne er den japanske shakuhachi og den bolivianske ujusini, begge lavet af bambus.
Shakuhachi'en hul er ganske vidt og fløjten kan være lakeret indvendigt.
På trods af den simple form er langfløjten svær at spille på.
Spilleren kan lade den hvile mod hagen eller på underlæben og blæse på den skarpe kant med stram overlæbe eller ved at spidse læberne.
Blandt udøveren er i Tyrkiet Süleyman Yardim, i Danmark Yasar Tas.
Hossein Omoumi er en anden udøver, der tillige underviser i instrumentet på Californiens Universitet i Irvine.
Han gæstede Danmark i 2001.
Den i Istanbul uddannede Cahit Ece underviser i nayspil i Aarhus og København.

## Eksterne link
- Kees van den Doel. "The Persian ney".
- Süleyman Erguner, Ney Atolyesi Arkiveret 9. maj 2008 hos  Wayback Machine